# Xã Home, Quận Brown, Minnesota
Xã Home (tiếng Anh: Home Township) là một xã thuộc quận Brown, tiểu bang Minnesota, Hoa Kỳ. Năm 2010, dân số của xã này là 545 người.